# Comté de Sabine
Pour les articles homonymes, voir Sabine.
Le comté de Sabine (en anglais : Sabine County) est un comté situé dans l'extrême est de l'État du Texas aux États-Unis. Il est nommé d'après le fleuve Sabine. Le siège du comté est Hemphill. Selon le recensement de 2020, sa population est de 9 894 habitants. 
Le comté a une superficie de 1 493 km2, dont 1 270 km2 en surfaces terrestres.

## Comtés adjacents
|                                         | Comté de Shelby |                    |
|                                         | Comté de Sabine | Paroisse de Sabine |
| Comté de Jasper, Comté de San Augustine | Comté de Newton |                    |

## Démographie
| Groupes                          | Comté de Sabine | Texas | États-Unis |
| -------------------------------- | --------------- | ----- | ---------- |
| Blancs                           | 89,2            | 70,4  | 72,4       |
| Afro-Américains                  | 7,2             | 11,9  | 12,6       |
| Métis                            | 1,6             | 2,5   | 2,7        |
| Autres                           | 1,2             | 10,6  | 6,4        |
| Amérindiens                      | 0,5             | 0,7   | 0,9        |
| Asiatiques                       | 0,3             | 3,8   | 4,8        |
| Océaniens                        |                 | 0,1   | 0,2        |
| Total                            | 100             | 100   | 100        |
| Hispaniques et Latino-Américains | 3,2             | 37,9  | 16,7       |

Selon l'American Community Survey, pour la période 2011-2015, 73,52 % de la population âgée de plus de 5 ans déclare parler l'anglais à la maison, 4,20 % déclare parler l'espagnol et 0,46 % une autre langue.